# Dragočevo
Dragočevo (Servisch cyrillisch Драгочево) is een plaats in de Servische gemeente Novi Pazar. De plaats telt 112 inwoners (2002).